# Óbuda (ville)
Ne doit pas être confondu avec Óbuda.
Óbuda est une ancienne localité hongroise ayant le rang de bourg (mezőváros). Elle est unie en 1873 à Pest et Buda pour former Budapest. Le toponyme est toujours présent dans le nom de plusieurs quartiers du 3e arrondissement (Óbuda, Óbudai-sziget et Óbuda hegyvidéke).

## Histoire
Obuda est fondée par les Romains en 89 sous le nom d'Aquincum. Elle est durant quatre siècles la capitale de Pannonie.
La ville, conquise par les magyars en 896, est renommée Óbuda au XIIIe siècle.